# Краснопесчаный
Краснопесчаный — посёлок в Наримановском районе Астраханской области России, в составе Волжского сельсовета. Население 56 человек (2014), 73 % из них — казахи.

## История
В 1969 г. Указом Президиума ВС РСФСР посёлок фермы № 1 совхоза «Приволжский» переименован в Краснопесчаный.

## География
Краснопесчаный расположен в юго-западной части Прикаспийской низменности, в Правобережной степи. Улиц нет.

## Население
| 2002 | 2010 | 2013 | 2014 |
| ---- | ---- | ---- | ---- |
| 344  | ↘58  | ↘56  | →56  |

Национальный и гендерный состав
По данным Всероссийской переписи в 2010 году, численность населения составляла 58 человек (31 мужчина и 27 женщин, 53,4 и 46,6 %% соответственно).
Согласно результатам переписи 2002 года, в национальной структуре населения казахи составляли 73 % от общей численности населения в 344 жителей.

## Инфраструктура
Развито сельское хозяйство. В советское время действовал совхоз «Приволжский».

## Транспорт
Просёлочные дороги.